# Liste der Premierminister von Kap Verde
Dies ist eine Liste der Premierminister von Kap Verde.

## Liste der Amtsinhaber
| Nr. | Bild        | Name (Lebensdaten)               | Amtszeit        | Amtszeit        | Partei |
| Nr. | Bild        | Name (Lebensdaten)               | Beginn          | Ende            | Partei |
| --- | ----------- | -------------------------------- | --------------- | --------------- | ------ |
| 1   |             | Pedro Pires (* 1934)             | 8. Juli 1975    | Januar 1981     | PAIGC  |
| 1   | Januar 1981 | Pedro Pires (* 1934)             | 4. April 1991   | PAICV           |        |
| 2   |             | Carlos Veiga (* 1949)            | 4. April 1991   | 5. Oktober 2000 | MpD    |
| 3   |             | Gualberto do Rosário (* 1950)    | 5. Oktober 2000 | 1. Februar 2001 | MpD    |
| 4   |             | José Maria Neves (* 1960)        | 1. Februar 2001 | 22. April 2016  | PAICV  |
| 5   |             | Ulisses Correia e Silva (* 1962) | 22. April 2016  | amtierend       | MpD    |